# قدرة المعالجة
قدرة المعالجة هي خاصية المعالجة القابلة للقياس، ويشار إليها باسم مؤشر قدرة المعالجة؛ (على سبيل المثال، Cpk أو Cpm) أو باسم مؤشر أداء المعالجة (process performance index) (على سبيل المثال، Ppk أو Ppm). وعادةً ما تتضح نتيجة هذا القياس بواسطة المدرج التكراري والعمليات الحسابية التي تتنبأ بعدد الأجزاء التي سيتم إنتاجها من المواصفات (OOS).
وكذلك يتم تعريف قدرة المعالجة بمقدرة المعالجة على تحقيق أغراضه بالطريقة التي يتم إدارتها من قبل إدارة المنظمة وهياكل تعريف المعالجة الحاصل على الأيزو 15504.
أجزاء قدرة المعالجة هي: 1) قياس تغير نتائج المعالجة، و2) مقارنة هذا التغير بمواصفات مقترحة أو تحمل المنتج.

## قياس المعالجة
لا تقل عادةً مدخلات المعالجة عن خاصية واحدة قابلة للقياس أو أكثر مما يتم استخدامها لتحديد النواتج. ويمكن تحليل ذلك إحصائيًا؛ حيث تُظهر بيانات الناتج توزيعًا طبيعيًا ويمكن وصف المعالجة عن طريق متوسط المعالجة والانحراف المعياري.
كما يستلزم الأمر إنشاء المعالجة باستخدام عناصر رقابة المعالجة المناسبة في الموقع. ويتم استخدام تحليل مخطط الرقابة لتحديد ما إذا كان المعالجة يخضع «لرقابة إحصائية». فإذا لم يكن المعالجة يخضع لرقابة إحصائية فليس للقدرة معنى في هذه الحالة. ولذلك تنطوي قدرة المعالجة على اختلاف السبب الشائع فقط وليس اختلاف السبب الخاص.
كما يلزم الحصول على مجموعة من البيانات من ناتج المعالجة المقيس. فكلما كانت البيانات التي يتم إرفاقها أكثر، كانت النتيجة أدق، ومع ذلك يمكن الوصول إلى التقدير من خلال 17 نقطة من نقاط البيانات. وينبغي أن يشمل ذلك التغير الطبيعي الذي يطرأ على حالات الإنتاج، ومواده، والأشخاص المشاركين في المعالجة. فبالنسبة للمنتج المصنّع، من الشائع أن يتضمن ثلاث دورات إنتاج مختلفة على الأقل، بما في ذلك بدايات التشغيل.
حيث يتم حساب متوسط المعالجة والانحراف المعياري. في ظل وجود التوزيع الطبيعي، يمكن أن تمتد «الذيول» إلى ما بعد ثلاثة انحرافات معيارية موجبة وسالبة، ولكن هذا الفاصل الزمني يجب أن يحتوي على حوالي 99.73٪ من مخرجات الإنتاج. فكي يتحقق التوزيع الطبيعي للبيانات، غالبًا ما يتم وصف قدرة المعالجة بالعلاقة بين ستة انحرافات معيارية والمواصفات المطلوبة.

## دراسة القدرة
من المتوقع أن يلبي نتاج المعالجة متطلبات العميل، أو مواصفاته، أو التحملات الهندسية. ويمكن للمهندسين إجراء دراسة لقدرة المعالجة لتحديد مدى قدرة المعالجة على تلبية هذه التوقعات.
إن قدرة المعالجة التي تلبي المواصفات المطلوبة يمكن التعبير عنها كرقم فردي باستخدام مؤشر قدرة المعالجة أو تقيمها باستخدام مخططات الرقابة وكلتا الحالتين تتطلبان تشغيل المعالجة للحصول على قدر كافٍ من النتاج القابل للقياس بحيث تكون الهندسة واثقة من أن المعالجة مستقرة ولكي يتم تقدير متوسط المعالجة وتباينه بشكل يعتمد عليه. تحدد رقابة المعالجة الإحصائية تقنيات معينة للتفريق بين المعاليج المستقرة بشكل صحيح، والمعاليج المنجرفة (تشهد تغييرًا على المدى الطويل في متوسط المعالجة)، والمعاليج التي تنمو بصورة أكثر تغيرًا. وتعد مؤشرات قدرة المعالجة ذات مغزى فقط للمعاليج المستقرة (في حالة الرقابة الإحصائية).
وبالنسبة لتكنولوجيا المعلومات، تحدد أيزو 15504 إطار قياس قدرة المعالجة لتقييم قدرة المعالجة. ويتكون ذلك الإطار من 5.5+0.5 مستوى قدرة المعالجة من لا شيء (مستوى القدرة 0) إلى المعاليج المثلى (مستوى القدرة 5). وقد تم تعميم إطار القياس لكي يمكن تطبيقه على المعاليج بلا تكنولوجيا معلومات. ويوجد حاليًا طرازان مرجعيين للمعالجة عن برامج الكمبيوتر والأنظمة. طراز نضج القدرة في نسخته الحديثة ويتبع كذلك هذا النهج.